# Rada Rassimov
Pour les articles homonymes, voir Rassimov.
Rada Rassimov, née Rada Đerasimović (Рада Ђерасимовић) le 3 mars 1941 à Trieste, est une actrice italienne. C'est la sœur d'Ivan Rassimov.

## Biographie
Rada Rassimov, qui a des ancêtres serbo-croates,, est née en 1941 (ou 1938, selon d'autres sources,) de Velimir et Vera Đerasimović (née Petrijević). Elle avait deux frères. Son frère Ivan Rassimov, son frère jumeau selon certaines sources, est également devenu acteur. Son frère cadet Milorad (né en 1945), aujourd'hui à la retraite, était professeur de musique à Trieste.
Elle a fréquenté avec ses frères la Scuola Elementare Serba Jovan Miletic, une école privée serbe à Trieste, où son père était enseignant et directeur d'école depuis 1927. Plus tard, elle a étudié à l'Université de Rome « La Sapienza ». C'est à Rome qu'elle a pris des cours de théâtre avec son frère. Sa carrière, tout comme celle de son frère Ivan, a débuté dans les années 1960 avec sa participation à quelques romans-photos italiens publiés par la maison d'édition Lancio (it),.
La carrière cinématographique de Rassimov s'est principalement déroulée dans les années 1960 et 1970. Rassimov a joué dans une multitude de genres différents. On l'a souvent vue dans des westerns spaghettis, des films d'épouvante et des films d'aventure.

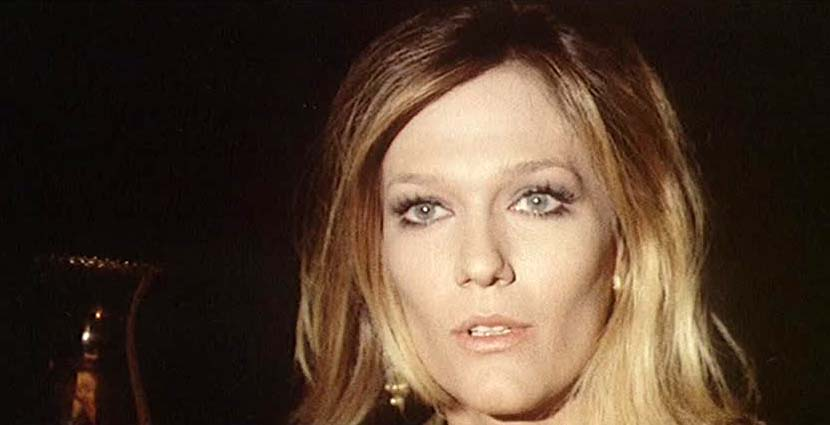
Rada Rassimov dans Django le Bâtard (1969).

Elle a tenu son premier rôle principal dans le western spaghetti Lanky, l'homme à la carabine (1966), dans lequel elle jouait Isabelle Kennebeck, l'épouse du bandit Kennebeck, aux côtés de Craig Hill (dans le rôle du chasseur de primes Lanky Fellow) et de George Martin (dans le rôle de Gus Kennebeck). Son rôle le plus connu est peut-être celui de la prostituée María dans le western spaghetti Le Bon, la Brute et le Truand (1966) de Sergio Leone, dans lequel elle est brutalement battue par le mercenaire sociopathe Sentenza (Lee Van Cleef). Dans le western spaghetti Django le Justicier (1967) d'Edoardo Mulargia, elle est Mary Foster, la sœur de cinéma de son frère Ivan Rassimov. Dans le western italien Avec Django, ça va saigner (1968), elle tient le rôle secondaire de Mrs. Treble ; dans Django le Bâtard (1969), elle était Alida Murdock, l'épouse de l'ex-major Murdock sans scrupules, sauvée par Django.
Dans le giallo Le Chat à neuf queues (1971) de Dario Argento, elle joue Bianca Merusi, la fiancée du Dr Calabresi, victime d'un assassin au terme d'une scène terrifiante dans un appartement sombre ; dans le film d'épouvante gothique Baron vampire (1972) de Mario Bava, elle est l'occultiste Christina Hoffmann. Selon l'historien américain du cinéma Tim Lucas, elle livre dans ce film la plus impressionnante prestation parmi tous les autres interprètes : « Une femme svelte, gracieuse et séduisante qui partageait le même regard que son frère Ivan Rassimov. Rada Rassimov est la plus convaincante de toutes les femmes mystiques des films de Bava ».
Dans les années 1970, Rassimov travaille principalement pour la télévision, puis, à partir de 1975, presque exclusivement pour la télévision italienne. Elle a participé à plusieurs séries télévisées, téléfilms et feuilletons très populaires à l'époque. On la voit notamment dans la série télévisée allemande L'Orchestre rouge (1972) dans le rôle de la résistante Margarete Barcza, dans le quadruple épisode d'aventure de la ZDF Michel Strogoff (1976 ; dans le rôle de la gitane Sangarre aux côtés de Raimund Harmstorf et Valerio Popesco), dans les séries télévisées italiennes Processo a Maria Tarnowska (1977) et Bel Ami (it) (dans le rôle de Madeleine Forestier) et dans la mini-série internationale Orient-Express (dans le rôle de Wanda).
Dans les années 1980, elle a continué à travailler pour la télévision (notamment dans la mini-série I giochi del diavolo) et a parfois fait des apparitions au cinéma, comme dans L'Affaire Russicum (1988) de Pasquale Squitieri. Dans les années 1980, elle joue dans le clip vidéo Radio Varsavia de Franco Battiato. Son dernier film de cinéma est Sous le ciel de Sicile (2003), la première réalisation de Franco Battiato.
Rassimov s'est également distinguée en tant que productrice de deux films d'opéra (Tosca, 1993 ; La traviata, 2001), pour lesquels elle a remporté deux Primetime Emmy Awards,. Rassimov était considérée comme un sex-symbol. Le magazine masculin italien Playmen a publié une série de photos érotiques de Rassimov dans son numéro de mai 1967.
Rassimov était marié à l'acteur italien Gianni Musy († 2011) ; deux filles sont nées de leur union. Rassimov vit à Paris.

## Filmographie

### Actrice de cinéma
- 1962 : Quand la chair succombe (Senilità) de Mauro Bolognini : Bit part (uncredited)
- 1964 : Les Révoltés de Tolède (Sfida al re di castiglia) de Ferdinando Baldi : La signora Brent
- 1964 : Les Maniaques (I maniaci) de Lucio Fulci : Rosetta, the French Teacher (segment "Il week-end")
- 1966 : Lanky, l'homme à la carabine (Per il gusto di uccidere) de Tonino Valerii : Isabelle
- 1966 : Le Bon, la Brute et le Truand (Il buono, il brutto, il cattivo) de Sergio Leone : Maria
- 1967 : Hypnose (Hypnos - Follia di massacro) de Paolo Bianchini : Nicole Bouvier
- 1967 : Django le Justicier (Non aspettare Django, spara) d'Edoardo Mulargia : Mary Foster
- 1968 : Avec Django, ça va saigner (Quel caldo maledetto giorno di fuoco) de Paolo Bianchini : Mrs. Treble
- 1968 : Tempête sur Petra (Asifa ala al Batra, عصابة المهربين) de Frank Agrama
- 1969 : Django le Bâtard (Django il bastardo) de Sergio Garrone : Alethea / Alida Murdok
- 1969 : La Semence de l'homme (Il seme dell'uomo) de Marco Ferreri : Blonde girl from Major De Votis's squad
- 1969 : Umano, non umano (it) de Mario Schifano
- 1970 : Le Lion à sept têtes (Der Leone Have Sept Cabeças) de Glauber Rocha : Marlene
- 1970 : Necropolis de Franco Brocani
- 1971 : Le Chat à neuf queues (Il gatto a nove code) de Dario Argento : Bianca Merusi
- 1971 : À cœur froid (A cuore freddo) de Riccardo Ghione : Silvana
- 1972 : La grande scrofa nera de Filippo Ottoni : Anita
- 1972 : Baron vampire (Gli orrori del castello di Norimberga) de Mario Bava : Christina Hoffmann / Elizabeth Hölle
- 1973 : Stregone di città de Gianfranco Bettetini (it) : Velia
- 1974 : Grandeur nature (Tamaño natural) de Luis García Berlanga : Isabelle
- 1974 : Il tempo dell'inizio de Luigi Di Gianni : Segretaria clinica / Amica del 'Capo'
- 1974 : Fatevi vivi, la polizia non interverrà de Giovanni Fago
- 1978 : Rhapsodie hongroise I et II (Magyar rapszódia – Allegro Barbaro) de Miklós Jancsó
- 1979 : Allegro barbaro de Miklós Jancsó
- 1982 : Le Quatuor Basileus (Il quartetto Basileus) de Fabio Carpi : Clara PasiniMadame Finkal
- 1988 : L'Affaire Russicum (Russicum - I giorni del diavolo) de Pasquale Squitieri
- 2003 : Sous le ciel de Sicile (Perdutoamor) de Franco Battiato : Clara Pasini

### Actrice de télévision
- 1972 : L'orchestre rouge (en) (Die rote Kapelle) (Mini-série télévisée) : Margarete Barcza
- 1974 : L'olandese scomparso (Mini-série télévisée) : Anne Magnolato (3 épisodes)
- 1977 : Processo a Maria Tarnowska  (Mini-série télévisée) :Maria Tarnowska (3 épisodes)
- 1975 : Michel Strogoff de Jean-Pierre Decourt
- 1978 :  Enquête à l'italienne  (I problemi di Don Isidro) (Série télévisée) : La baronessa Pufendorf (1 épisode)
- 1979 : Bel Ami :  Madeleine Forestier (4 épisodes)
- 1980 : Orient-Express  (Mini-série télévisée) : Wanda (1 épisode)
- 1981 : I giochi del diavolo (Mini-série télévisée) : Annie Marden (1 épisode)
- 1983 : Konsul Möllers Erben : Contessa Maria delle Rose (1 épisode)